# The Who Tour 1971

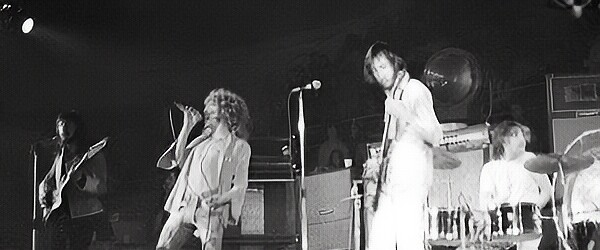
Concierto de The Who en Charlotte, Carolina del Norte, noviembre de 1971.

The Who Tour 1971 fue una gira musical por parte de la banda británica The Who durante 1971.

## Miembros de la banda
- Roger Daltrey - voz, armónica
- Pete Townshend - guitarra, voz
- John Entwistle - bajo, voz
- Keith Moon - batería

## Lista de canciones
1. "Love Ain't For Keeping"
2. "Pure and Easy"
3. "Young Man Blues" (Mose Allison)
4. "Time Is Passing"
5. "Behind Blue Eyes"
6. "I Don't Even Know Myself"
7. "Too Much of Anything"
8. "Getting in Tune"
9. "Bargain"
10. "Pinball Wizard"
11. "See Me, Feel Me"
12. "Baby Don't You Do It" (Holland-Dozier-Holland)
13. "Water"
14. "My Generation"
15. "Road Runner" (Ellas McDaniel)
16. "Naked Eye"
17. "Bony Moronie" (Larry Williams)
18. "Won't Get Fooled Again"

1. "Love Ain't For Keeping"
2. "Pure and Easy"
3. "Time Is Passing"
4. "Behind Blue Eyes"
5. "Getting in Tune"
6. "Too Much of Anything"
7. "I Don't Even Know Myself"
8. "Baby Don't You Do It" (Holland-Dozier-Holland)
9. "Pinball Wizard"
10. "See Me, Feel Me"
11. "Water"
12. "My Generation"
13. "Naked Eye"
14. "Magic Bus"
15. "Won't Get Fooled Again"

1. "Love Ain't For Keeping" (moved to the third song in the show by 17 August, with "Summertime Blues" (Eddie Cochran, Jerry Capehart) becoming the opening number)
2. "Pure and Easy" (dropped by 17 August)
3. "My Wife" (John Entwistle)
4. "I Can't Explain"
5. "Substitute"
6. "Bargain"
7. "Behind Blue Eyes"
8. "Won't Get Fooled Again"
9. "I Don't Even Know Myself"
10. "Baby Don't You Do It" (Holland-Dozier-Holland)
11. "Pinball Wizard"
12. "See Me, Feel Me"
13. "Water" (dropped by 5 August)
14. "My Generation"
15. "Magic Bus"
16. "Naked Eye" (not played at every show; sometimes played before "Magic Bus")

- "Road Runner" (Ellas McDaniel)
  - Performed on 31 July 5 and 7 August.
- "Daddy Rolling Stone" (Otis Blackwell)
  - Performed on 5 and 7 August.

1. "Summertime Blues" (Eddie Cochran, Jerry Capehart) (preceded by a short instrumental jam)
2. "My Wife" (John Entwistle)
3. "Love Ain't For Keeping"
4. "I Can't Explain"
5. "Substitute"
6. "Bargain"
7. "Behind Blue Eyes"
8. "Won't Get Fooled Again"
9. "Baby Don't You Do It" (Holland-Dozier-Holland)
10. "Pinball Wizard"
11. "See Me, Feel Me"
12. "My Generation"
13. "Naked Eye"
14. "Magic Bus"

1. "I Can't Explain"
2. "Substitute"
3. "Summertime Blues" (Eddie Cochran, Jerry Capehart)
4. "My Wife" (John Entwistle)
5. "Baba O'Riley"
6. "Bargain"
7. "Behind Blue Eyes"
8. "Won't Get Fooled Again"
9. "Baby Don't You Do It" (Holland-Dozier-Holland)
10. "Magic Bus"
11. "Overture"
12. "Amazing Journey"
13. "Sparks"
14. "Pinball Wizard"
15. "See Me, Feel Me"
16. "My Generation"
17. "Naked Eye"

1. "I Can't Explain"
2. "Substitute" (not played on 20 November)
3. "Summertime Blues" (Eddie Cochran, Jerry Capehart)
4. "My Wife" (John Entwistle)
5. "Baba O'Riley" (not played on 15 December)
6. "Bargain" (switched with "Behind Blue Eyes" for the last two dates of the tour)
7. "Behind Blue Eyes"
8. "Won't Get Fooled Again" (not played on 15 December)
9. "Baby Don't You Do It" (Holland-Dozier-Holland)
10. "Magic Bus"
11. "Overture"
12. "Amazing Journey"
13. "Sparks"
14. "Pinball Wizard"
15. "See Me, Feel Me"
16. "My Generation"
17. "Naked Eye" (not played on 29 November or 1 December)

## Fechas de la gira
| Fecha                         | Ciudad                     | país          | Lugar                                           |
| Europa                        | Europa                     | Europa        | Europa                                          |
| ----------------------------- | -------------------------- | ------------- | ----------------------------------------------- |
| 4 de enero de 1971            | London                     | England       | Young Vic                                       |
| 14 de febrero de 1971         | London                     | England       | Young Vic                                       |
| 15 de febrero de 1971         | London                     | England       | Young Vic                                       |
| 22 de febrero de 1971         | London                     | England       | Young Vic                                       |
| 1 de marzo de 1971            | London                     | England       | Young Vic                                       |
| 26 de abril de 1971           | London                     | England       | Young Vic                                       |
| 2 de mayo de 1971             | London                     | England       | Young Vic (unconfirmed)                         |
| 5 de mayo de 1971             | London                     | England       | Young Vic (unconfirmed)                         |
| 7 de mayo de 1971             | Sunderland                 | England       | Fillmore North, Top Rank Suite                  |
| 13 de mayo de 1971            | Birmingham                 | England       | Kinetic Circus                                  |
| 14 de mayo de 1971            | Liverpool                  | England       | Liverpool University                            |
| 23 de mayo de 1971            | Dundee                     | Scotland      | Caird Hall                                      |
| 1 de julio de 1971            | Worthing                   | England       | Assembly Hall                                   |
| 3 de julio de 1971            | Sheffield                  | England       | Sheffield City Hall                             |
| 4 de julio de 1971            | Leicester                  | England       | De Montfort Hall                                |
| 8 de julio de 1971            | Bath                       | England       | Bath Pavilion                                   |
| 10 de julio de 1971           | Dunstable                  | England       | Civic Hall                                      |
| 12 de julio de 1971           | Eastbourne                 | England       | Winter Garden                                   |
| 15 de julio de 1971           | Watford                    | England       | Town Hall                                       |
| Norteamérica                  |                            |               |                                                 |
| 29 de julio de 1971           | New York City              | United States | Forest Hills Tennis Stadium                     |
| 31 de julio de 1971           | New York City              | United States | Forest Hills Tennis Stadium                     |
| 2 de agosto de 1971           | Saratoga Springs, New York | United States | Saratoga Performing Arts Center                 |
| 3 de agosto de 1971           | Philadelphia, Pennsylvania | United States | The Spectrum                                    |
| 4 de agosto de 1971           | Boston, Massachusetts      | United States | Music Hall                                      |
| 5 de agosto de 1971           | Boston, Massachusetts      | United States | Music Hall                                      |
| 6 de agosto de 1971           | Boston, Massachusetts      | United States | Music Hall                                      |
| 7 de agosto de 1971           | Boston, Massachusetts      | United States | Music Hall                                      |
| 9 de agosto de 1971           | Rochester, New York        | United States | Rochester War Memorial                          |
| 10 de agosto de 1971          | Pittsburgh, Pennsylvania   | United States | Civic Arena                                     |
| 12 de agosto de 1971          | Cleveland, Ohio            | United States | Public Auditorium                               |
| 13 de agosto de 1971          | Trotwood, Ohio             | United States | Hara Arena                                      |
| 14 de agosto de 1971          | Detroit, Míchigan          | United States | Cobo Hall                                       |
| 15 de agosto de 1971          | Bloomington, Minnesota     | United States | Metropolitan Sports Center                      |
| 16 de agosto de 1971          | Edwardsville, Illinois     | United States | Southern Illinois University Edwardsville       |
| 17 de agosto de 1971          | Chicago, Illinois          | United States | Auditorium Theatre                              |
| 18 de agosto de 1971          | Chicago, Illinois          | United States | Auditorium Theatre                              |
| 19 de agosto de 1971          | Chicago, Illinois          | United States | Auditorium Theatre                              |
| Conciertos benéficos y Europa |                            |               |                                                 |
| 18 de septiembre de 1971      | London                     | England       | Oval Cricket Ground                             |
| 28 de septiembre de 1971      | Manchester                 | England       | Free Trade Hall                                 |
| 2 de octubre de 1971          | Reading                    | England       | University of Reading                           |
| 9 de octubre de 1971          | Guildford                  | England       | University of Surrey                            |
| 10 de octubre de 1971         | Kent                       | England       | Eliot College, University of Kent at Canterbury |
| 18 de octubre de 1971         | Southampton                | England       | Southampton Guildhall                           |
| 20 de octubre de 1971         | Birmingham                 | England       | Odeon                                           |
| 21 de octubre de 1971         | Glasgow                    | Scotland      | Greens Playhouse                                |
| 22 de octubre de 1971         | Blackpool                  | England       | Blackpool Opera House                           |
| 23 de octubre de 1971         | Liverpool                  | England       | Liverpool University                            |
| 24 de octubre de 1971         | Stoke-on-Trent             | England       | Trentham Gardens                                |
| 28 de octubre de 1971         | Manchester                 | England       | Odeon                                           |
| 29 de octubre de 1971         | Hull                       | England       | ABC Cinemas                                     |
| 30 de octubre de 1971         | Newcastle upon Tyne        | England       | Odeon                                           |
| 4 de noviembre de 1971        | London                     | England       | Rainbow Theatre                                 |
| 5 de noviembre de 1971        | London                     | England       | Rainbow Theatre                                 |
| 6 de noviembre de 1971        | London                     | England       | Rainbow Theatre                                 |
| 9 de noviembre de 1971        | Glasgow                    | Scotland      | Greens Playhouse                                |
| Norteamérica                  |                            |               |                                                 |
| 20 de noviembre de 1971       | Charlotte, North Carolina  | United States | Charlotte Coliseum                              |
| 22 de noviembre de 1971       | Tuscaloosa, Alabama        | United States | Memorial Coliseum, University of Alabama        |
| 23 de noviembre de 1971       | Atlanta, Georgia           | United States | Municipal Auditorium                            |
| 25 de noviembre de 1971       | Miami Beach, Florida       | United States | Miami Beach Convention Center                   |
| 26 de noviembre de 1971       | Miami Beach, Florida       | United States | Miami Beach Convention Center                   |
| 28 de noviembre de 1971       | Memphis, Tennessee         | United States | Mid-South Coliseum                              |
| 29 de noviembre de 1971       | Nueva Orleans, Luisiana    | United States | The Warehouse                                   |
| 30 de noviembre de 1971       | Nueva Orleans, Luisiana    | United States | The Warehouse                                   |
| 1 de diciembre de 1971        | Houston, Texas             | United States | Sam Houston Coliseum                            |
| 2 de diciembre de 1971        | Dallas, Texas              | United States | Dallas Memorial Auditorium                      |
| 4 de diciembre de 1971        | Denver, Colorado           | United States | Denver Coliseum                                 |
| 5 de diciembre de 1971        | Denver, Colorado           | United States | Denver Coliseum                                 |
| 7 de diciembre de 1971        | Phoenix, Arizona           | United States | Arizona Veterans Memorial Coliseum              |
| 8 de diciembre de 1971        | San Diego, California      | United States | San Diego Sports Arena                          |
| 9 de diciembre de 1971        | Inglewood, California      | United States | The Forum                                       |
| 10 de diciembre de 1971       | Long Beach, California     | United States | Long Beach Arena                                |
| 12 de diciembre de 1971       | San Francisco, California  | United States | Civic Center                                    |
| 13 de diciembre de 1971       | San Francisco, California  | United States | Civic Center                                    |
| 15 de diciembre de 1971       | Seattle, Washington        | United States | Seattle Center Coliseum                         |